# Liste des places de Nantes
Cet article recense les places de Nantes, en France, par ordre alphabétique.

## A
- Haut – A
- B
- C
- D
- E
- F
- G
- H
- I
- J
- K
- L
- M
- N
- O
- P
- Q
- R
- S
- T
- U
- V
- W
- X
- Y
- Z

- Place Abbé-Pierre
- Rond-point Abel-Durand
- Place Albert-Athimon
- Place Albert-Camus
- Place Alexandre-Vincent
- Place Alexis-Ricordeau
- Place Alfred-Lallié
- Place Aimé-Delrue
- Place Aristide-Briand
- Place Armand-Fallières
- Square Arthur-Colinet

## B
- Haut – A
- B
- C
- D
- E
- F
- G
- H
- I
- J
- K
- L
- M
- N
- O
- P
- Q
- R
- S
- T
- U
- V
- W
- X
- Y
- Z

- Place de la Basse-Mar
- Place du Bihoreau-Gris
- Place Beaumanoir
- Place de la Bonde
- Place du Bon-Pasteur
- Place du Bouffay
- Place du Bourg
- Place de la Bourse
- place de Bretagne

## C
- Haut – A
- B
- C
- D
- E
- F
- G
- H
- I
- J
- K
- L
- M
- N
- O
- P
- Q
- R
- S
- T
- U
- V
- W
- X
- Y
- Z

- Place Canclaux
- Place Catinat
- Place du 116e-Régiment-d'Infanterie
- Place du Change
- Place de la Chapelle
- Place Charles-Lechat
- Place Charles-Le Roux
- Place Châteaubriand
- Esplanade des Cinq-communes-Compagnon-de-la-Libération
- Place du 51e-Régiment-d'Artillerie
- Place du Cirque
- Place Clémence-Lefeuvre
- Rond-point des Combattants-d'Indochine
- Place du Commandant-Cousteau
- Place du Commandant-Jean-L'Herminier
- Place du Commerce
- Place de la Croix-Bonneau

## D
- Haut – A
- B
- C
- D
- E
- F
- G
- H
- I
- J
- K
- L
- M
- N
- O
- P
- Q
- R
- S
- T
- U
- V
- W
- X
- Y
- Z

- Place Danton
- Place Delorme
- Place des Dervallières
- Place du 265e-Régiment-d'Infanterie
- Place Duchesse-Anne
- Place Dulcie-September
- Place Dumoustier

## E
- Haut – A
- B
- C
- D
- E
- F
- G
- H
- I
- J
- K
- L
- M
- N
- O
- P
- Q
- R
- S
- T
- U
- V
- W
- X
- Y
- Z

- Place de l'Écluse
- Place de l'Édit-de-Nantes
- Place Edmée-Chandon
- Esplanade Édouard-Glissant
- Place Édouard-Normand
- Place Émile-Sarradin
- Place Émile-Zola
- Place des Enfants-Nantais
- Place des Érables
- Place Eugène-Livet

## F
- Haut – A
- B
- C
- D
- E
- F
- G
- H
- I
- J
- K
- L
- M
- N
- O
- P
- Q
- R
- S
- T
- U
- V
- W
- X
- Y
- Z

- Place Félix-Fournier
- Place Fernand-Soil
- Square Fleuriot-de-Langle
- Place des Fonderies
- Place de la Fontaine-Morgane
- Place François-II

## G
- Haut – A
- B
- C
- D
- E
- F
- G
- H
- I
- J
- K
- L
- M
- N
- O
- P
- Q
- R
- S
- T
- U
- V
- W
- X
- Y
- Z

- Place Gabriel-Trarieux
- Place de la Galarne
- Place de la Gare-de-l'État
- Place des Garennes
- Place Gaston-Defferre
- Place Général-Mellinet
- Place Général-Sarrail
- Place George-Washington
- Place Graslin
- Place de la Guiroué

## H
- Haut – A
- B
- C
- D
- E
- F
- G
- H
- I
- J
- K
- L
- M
- N
- O
- P
- Q
- R
- S
- T
- U
- V
- W
- X
- Y
- Z

- Place Henri-Rey
- Place de l'Hôtel-de-Ville
- Place du 8-Mai-1945

## I
- Haut – A
- B
- C
- D
- E
- F
- G
- H
- I
- J
- K
- L
- M
- N
- O
- P
- Q
- R
- S
- T
- U
- V
- W
- X
- Y
- Z

## J
- Haut – A
- B
- C
- D
- E
- F
- G
- H
- I
- J
- K
- L
- M
- N
- O
- P
- Q
- R
- S
- T
- U
- V
- W
- X
- Y
- Z

- Place de Jacksonville
- Place des Jacobins
- Place Jacques-Patissou
- Place Jean-Baptiste-Darbefeuille
- Esplanade Jean-Bruneau
- Place Jean-V
- Place Jean-Macé
- Cour Jules-Durand
- Square Julien-François-Vaudouer

## K
- Haut – A
- B
- C
- D
- E
- F
- G
- H
- I
- J
- K
- L
- M
- N
- O
- P
- Q
- R
- S
- T
- U
- V
- W
- X
- Y
- Z

## L
- Haut – A
- B
- C
- D
- E
- F
- G
- H
- I
- J
- K
- L
- M
- N
- O
- P
- Q
- R
- S
- T
- U
- V
- W
- X
- Y
- Z

- Square La Pérouse
- Place de La Rochelle
- Place des Lauriers
- Place de la Liberté
- Place Lieutenant-Jéhenne
- Rond-point de la Louisiane

## M
- Haut – A
- B
- C
- D
- E
- F
- G
- H
- I
- J
- K
- L
- M
- N
- O
- P
- Q
- R
- S
- T
- U
- V
- W
- X
- Y
- Z

- Place de la Manu
- Place Marc-Elder
- Place Maréchal-Foch
- Place du Martray
- Place de la Médaille-Militaire
- Place de la Monnaie
- Place Montaigne
- Place du Muguet-nantais

## N
- Haut – A
- B
- C
- D
- E
- F
- G
- H
- I
- J
- K
- L
- M
- N
- O
- P
- Q
- R
- S
- T
- U
- V
- W
- X
- Y
- Z

- Parvis des Nefs
- Parvis Neptune
- Place Newton

## O
- Haut – A
- B
- C
- D
- E
- F
- G
- H
- I
- J
- K
- L
- M
- N
- O
- P
- Q
- R
- S
- T
- U
- V
- W
- X
- Y
- Z

- Cour des Olivettes
- Place du 11e-Train-des-Équipages
- Place de l'Oratoire

## P
- Haut – A
- B
- C
- D
- E
- F
- G
- H
- I
- J
- K
- L
- M
- N
- O
- P
- Q
- R
- S
- T
- U
- V
- W
- X
- Y
- Z

- Rond-point de Paris
- Square Pascal-Lebée
- Place Paul-Doumer
- Place Paul-Émile-Ladmirault
- Place du Petit-Bois
- Place des Petits-Murs
- Place de la Petite-Hollande
- Place Pierre-Mendès-France
- Esplanade Pierre-Semard
- Place du Pilori
- Place Pirmil
- Place du Pont-Morand
- Place du Port-Communeau
- Place Jean-Marie-Potiron
- Place de Prague

## Q
- Haut – A
- B
- C
- D
- E
- F
- G
- H
- I
- J
- K
- L
- M
- N
- O
- P
- Q
- R
- S
- T
- U
- V
- W
- X
- Y
- Z

## R
- Haut – A
- B
- C
- D
- E
- F
- G
- H
- I
- J
- K
- L
- M
- N
- O
- P
- Q
- R
- S
- T
- U
- V
- W
- X
- Y
- Z

- Place du Ralliement
- Place Raymond-Poincaré
- Place René-Bouhier
- Rond-point de Rennes
- Place de la République
- Esplanade des Riveurs
- place Roger-Salengro
- Place Rosa-Parks
- Place Royale

## S
- Haut – A
- B
- C
- D
- E
- F
- G
- H
- I
- J
- K
- L
- M
- N
- O
- P
- Q
- R
- S
- T
- U
- V
- W
- X
- Y
- Z

- Place Saint-Jean
- Place Saint-Pierre
- Place Saint-Similien
- Place Saint-Vincent
- Place Sainte-Croix
- Place Sainte-Élisabeth
- Place du Sanitat
- Place Sophie-Trébuchet

## T
- Haut – A
- B
- C
- D
- E
- F
- G
- H
- I
- J
- K
- L
- M
- N
- O
- P
- Q
- R
- S
- T
- U
- V
- W
- X
- Y
- Z

- Place Tirant-Lo-Blanc
- Place des Tonneliers
- Esplanade des Traceurs-de-Coques

## U
- Haut – A
- B
- C
- D
- E
- F
- G
- H
- I
- J
- K
- L
- M
- N
- O
- P
- Q
- R
- S
- T
- U
- V
- W
- X
- Y
- Z

## V
- Haut – A
- B
- C
- D
- E
- F
- G
- H
- I
- J
- K
- L
- M
- N
- O
- P
- Q
- R
- S
- T
- U
- V
- W
- X
- Y
- Z

- Rond-point de Vannes
- Cour des Verdiaux
- Place Viarme
- Place Victor-Basch
- Place Victor-Mangin
- Place Victor-Richard
- Place du Vieux-Doulon
- Place Vincent-Auriol
- Esplanade des Victimes-des-bombardements-des-16-et-23-septembre-1943
- Place des Volontaires-de-la-Défense-Passive

## W
- Haut – A
- B
- C
- D
- E
- F
- G
- H
- I
- J
- K
- L
- M
- N
- O
- P
- Q
- R
- S
- T
- U
- V
- W
- X
- Y
- Z

- Place Waldeck-Rousseau
- Place de Wattignies

## X
- Haut – A
- B
- C
- D
- E
- F
- G
- H
- I
- J
- K
- L
- M
- N
- O
- P
- Q
- R
- S
- T
- U
- V
- W
- X
- Y
- Z

## Y
- Haut – A
- B
- C
- D
- E
- F
- G
- H
- I
- J
- K
- L
- M
- N
- O
- P
- Q
- R
- S
- T
- U
- V
- W
- X
- Y
- Z

## Z
- Haut – A
- B
- C
- D
- E
- F
- G
- H
- I
- J
- K
- L
- M
- N
- O
- P
- Q
- R
- S
- T
- U
- V
- W
- X
- Y
- Z